# Edvard Wolf
Edvard Wolf (tudi Edoardo Wolff), slovensko-italijanski slikar, * 2. april 1833, Belluno, † 31. december 1902, Trst.

## Življnje in delo
Vitez Edvard Wolf rojen v družini sodnika Antona Wolfa in matere Katarine rojene Zadnik (Sadnjek, iz Planine pri Rakeku). V arhivu akademije likovnih umetnosti na Dunaju je izpričano, da je obiskoval osmi razred gimnazije v Gradcu, v šolskem letu 1851/1852 modelarsko šolo te akademije, 1854/1855 bil še vedno vpisan na akademiji. Spričevalo za slikanje glav po antičnih predlogah z dne 13. julija 1854 ga je oprostilo vojaške službe. V letih 1856–1858 je študiral na akademiji v Benetkah, kmalu zatem postal profesor  risanja v Splitu, kasneje pa na višji realki v Trstu.
Slike je prvič javno predstavil 1859 na Dunaju. Na Slovenskem sodijo med njegova zgodnja dela oltarne slike v župnijski cerkvi v Velikih Laščah (sv. Frančišek Ksav. (1862), sv. Janez Ev., sv. Ana in mučenke); umetnostni zgodovinar France Stelé mu je tu pripisal še Marijino vnebovzetje. Oltarne slike je naredil tudi za cerkvi v Splitu in Trstu. Od številnih pokrajinskih slik in drugih motivov, ki jih navaja literatura ali ki so v javnih in zasebnih zbirkah, so znane: Pokrajina ob vodi s kravami (1862), Ortneški grad (1866), Otroka ob obrežju (1882), Kraška pokrajina (1888), Dolina pri Repentabru (1897), Kolodvor ob morju (1899), Pokrajina ob večerni zarji (1901); od portretov (povečini nedatirani) pa: Wolfova mati (danes v NGS), dopasni portret Wolfove žene, Wolfove hčere Josipine kot otroka (ok. 1885) in kot dekleta, dopasni dekliški portret z dolgimi lasmi (v NGS), Otroška glava (1888) in drugih.  V Trstu je slikal portrete za grško družino Economo in za viteza Zachovnika; tu je tudi poslikal strop svoje vile.  Druga znana Wolfova dela kopije: Tiziana (v beneški akademiji), van Dycka in Botticellija ter krajine in tihožitja so nedatirana. Hči Josipina (poročena s finskim svetnikom Erichom Mühleisnom; živela v Ljubljani) je hranila okoli 30 risb krajin, 10 cvetličnih motivov, 20 študij figur. Veliko slik je Wolf prodal na Dunaj.
Wolf je bil realistični slikar. Pokrajinskim slikam je dodajal romantične poudarke (sončni zahod, srne ob gozdni jasi, drevesa v vetru), stroge in akademsko vešče slikane portrete pa poživljal s svetlobnimi učinki.